# انقلاب گل داوودی
انقلاب گل داوودی یا انقلاب گل مروارید (مجاری: Őszirózsás forradalom) انقلابی در مجارستان به رهبری میهای کارویی بعد از جنگ جهانی اول بود. این انقلاب منجر به تشکیل جمهوری خلق مجار شد که عمر بسیار کوتاهی داشت.

## وقوع انقلاب
کارویی به ایجاد شورایی سوسیال دموکرات به نام شورای ملی مجارستان که خواهان جدایی از اتریش-مجارستان بود، کمک کرد. در ساعات اولیه صبح روز ۳۱ اکتبر ۱۹۱۸، با حمایت سربازان ارتش مجارستان، معترضان در حالیکه گل داوودی به کلاه خود زده‌بودند، توانستند ساختمان‌های عمومی را در سرتاسر بوداپست تسخیر کنند. نخست‌وزیر، شاندور وکرله استعفا داد و نخست‌وزیر سابق ایشتوان تیسا به قتل رسید. در پایان روز، کارل یکم کودتا را پذیرفت و کارویی را به عنوان نخست‌وزیر جدید مجارستان معرفی کرد.

## تأسیس جمهوری
جمهوری خلق مجارستان در ۱۶ نوامبر ۱۹۱۸ با نخست‌وزیری کارویی اعلام شد ولی به‌زودی با کودتای کمونیست‌ها در ماه مارس ۱۹۱۹، که منجر به تشکیل جمهوری شورایی مجارستان شد، سرنگون گشت. سرنوشت این جمهوری شورایی نیز پس از جنگ مجارستان-رومانی محکوم به شکست شد و پس از احیای کوتاه‌مدت جمهوری خلق، نظام پادشاهی مجارستان دوباره بر سر کار آمد.